# Cuantificare (fizică)
În fizică, cuantificarea este procedura de tranziție sistematică de la o înțelegere clasică a fenomenelor fizice la o înțelegere mai nouă, cunoscută sub numele de mecanică cuantică. Este o procedură de construire a mecanicii cuantice pornind de la mecanica clasică. O generalizare care implică un număr infinit de grade de libertate este cuantizarea câmpului, precum în „cuantizarea câmpului electromagnetic”, unde fotonii sunt descriși ca „cuante” ale câmpului (de exemplu, cuante de lumină). Această procedură este fundamentală pentru teoriile din domeniul fizicii atomice, chimiei, fizicii particulelor, fizicii nucleare, fizicii materiei condensate și opticii cuantice.

## Prezentare istorică
În 1901, în timp ce dezvolta funcția de distribuție a mecanicii statistice pentru a rezolva problema catastrofei ultraviolete, Max Planck a realizat că proprietățile radiației corpului negru pot fi explicate prin ipoteza că energia se manifestă în unități fundamentale discrete, nu ca o mărime continuă. Astfel, el a propus că există o unitate minimă de energie, iar relația dintre energie (E) și frecvență ({\displaystyle \nu }) este dată de ecuația {\displaystyle E=h\nu }, unde {\displaystyle h} este constanta lui Planck, ce reprezintă cuantumul de acțiune. Această descoperire a marcat o schimbare fundamentală în modelul matematic al mărimilor fizice, punând bazele mecanicii cuantice.
În 1905, Albert Einstein a publicat o lucrare intitulată „Un punct de vedere euristic privind producerea și transformarea luminii”, în care explica efectul fotoelectric bazându-se pe ideea de unde electromagnetice cuantificate. Cuantumul de energie descris în această lucrare a primit ulterior denumirea de „foton”. În iulie 1913, Niels Bohr a utilizat cuantizarea pentru a descrie spectrul atomului de hidrogen în lucrarea sa „Despre constituția atomilor și moleculelor”.
Deși au avut succes, teoriile anterioare ale cuantizării erau de natură predominant fenomenologică. Totuși, matematicianul francez Henri Poincaré a oferit o definiție sistematică și riguroasă a cuantizării în lucrarea sa din 1912, intitulată „Sur la théorie des quanta”.
Termenul de „fizică cuantică” a fost utilizat pentru prima dată de Johnston Planck în cartea sa „Planck's Universe in Light of Modern Physics”, publicată în 1931.

## Cuantificare canonică
Cuantizarea canonică este o metodă de derivare a mecanicii cuantice din mecanica clasică. Această metodă introduce o relație de comutare între coordonatele canonice. Din punct de vedere tehnic, coordonatele sunt transformate în operatori prin combinații de operatori de creație și anihilare. Acești operatori acționează asupra stărilor cuantice ale teoriei. Starea cu cea mai mică energie se numește starea de vid.

## Scheme de cuantizare
Chiar și în cadrul cuantizării canonice, există dificultăți în cuantificarea observabilelor arbitrare din spațiul de fază clasic. Această problemă este cunoscută sub numele de ambiguitatea de ordonare. Clasic, variabilele de poziție și impuls, x și p, comută, dar omologii lor operatori din mecanica cuantică nu. Diverse scheme de cuantizare au fost propuse pentru a rezolva această ambiguitate, dintre care cea mai populară este schema de cuantizare Weyl. Cu toate acestea, teorema Groenewold-van Hove demonstrează că nu există o schemă de cuantizare perfectă. Mai specific, dacă cuantificările lui x și p sunt considerate ca fiind operatorii obișnuiți de poziție și moment, atunci nicio schemă de cuantizare nu poate reproduce perfect relațiile dintre parantezele Poisson ale observabilelor clasice. Pentru o versiune detaliată a acestui rezultat, consultați teorema lui Groenewold.

## Cuantificare canonică covariantă
Există o modalitate de a realiza cuantizarea canonică care nu necesită abordarea necovariantă a folierii⁠(d) spațiu-timpului și a alegerii unui Hamiltonian. Această metodă se bazează pe o acțiune clasică, dar este distinctă de abordarea integrală funcțională.
Metoda nu se aplică tuturor acțiunilor posibile (de exemplu, acțiuni cu o structură necauzală sau acțiuni cu „fluxuri” de măsurare). Se pornește de la algebra clasică a tuturor funcționalelor (netede) din spațiul de configurare. Această algebră este împărțită de idealul generat de ecuațiile Euler-Lagrange. Ulterior, această algebră fracționară este convertită într-o algebră Poisson prin introducerea unei paranteze Poisson derivate din acțiune, numită paranteză Peierls. Această algebră Poisson este apoi deformată cu ℏ în același mod ca în cuantizarea canonică.
În teoria cuantică a câmpurilor, există de asemenea o modalitate de a cuantifica acțiunile cu „fluxuri” gauge. Această modalitate implică formalismul Batalin-Vilkovisky, o extensie a formalismului BRST.

## Cuantificarea deformării
Una dintre primele încercări de cuantizare naturală a fost cuantizarea Weyl, propusă de Hermann Weyl în 1927. Această abordare își propune să asocieze o observabilă mecanică cuantică (un operator auto-adjunct pe un spațiu Hilbert) cu o funcție cu valoare reală pe spațiul de fază clasic. Poziția și impulsul din acest spațiu de fază sunt mapate la generatoarele grupului Heisenberg, iar spațiul Hilbert apare ca o reprezentare de grup a grupului Heisenberg. În 1946, H. J. Groenewold a analizat produsul unei perechi de astfel de observabile și a investigat funcția corespondentă în spațiul de fază clasic. Această analiză l-a condus la descoperirea produsului stea-spațiu de fază al unei perechi de funcții. Mai general, această tehnică duce la cuantizarea deformării, unde produsul ★ este considerat o deformare a algebrei funcțiilor pe o varietate simplectică sau o varietate Poisson. Cu toate acestea, ca schemă de cuantizare naturală (un functor), harta lui Weyl nu este complet satisfăcătoare.
De exemplu, harta lui Weyl a momentului unghiular pătrat clasic nu este doar operatorul momentului unghiular cuantic la puterea a doua, ci conține un termen constant suplimentar de 3ħ2/2. (Acest termen suplimentar de compensare are o importanță pedagogică semnificativă, deoarece ia în considerare momentul unghiular intrinsec al orbitei Bohr în starea fundamentală din atomul de hidrogen, chiar dacă starea fundamentală standard QM a atomului are un l care tinde spre zero.)
Cu toate acestea, ca o simplă schimbare de reprezentare, harta lui Weyl este utilă și importantă, deoarece stă la baza formulării alternative a spațiului de fază echivalent al mecanicii cuantice convenționale.

## Cuantificare geometrică
În fizica matematică, cuantizarea geometrică este o abordare matematică riguroasă pentru a defini o teorie cuantică corespunzătoare unei anumite teorii clasice. Această abordare își propune să realizeze cuantizarea, un proces pentru care nu există o rețetă universală, într-un mod care păstrează anumite analogii între teoria clasică și teoria cuantică. De exemplu, se dorește ca similaritatea dintre ecuația lui Heisenberg din mecanica cuantică și ecuația lui Hamilton din fizica clasică să fie integrată în mod natural în cadrul cuantizării.
O abordare mai geometrică a cuantizării, în care spațiul de fază clasic poate fi o varietate simplectică generală, a fost dezvoltată în anii 1970 de Bertram Kostant⁠(d) și Jean-Marie Souriau⁠(d). Această metodă constă în două etape principale. Prima etapă constă în construirea unui „spațiu Hilbert precuantic”. Acesta este format din funcții integrabile în pătrat (sau, mai corect, secțiuni ale unui fascicul de linii) definite pe spațiul de fază. În cadrul acestui spațiu se pot construi operatori care satisfac relații de comutare ce corespund exact relațiilor clasice de paranteze Poisson. Totuși, acest spațiu Hilbert precuantic este prea mare pentru a avea o semnificație fizică reală. De aceea, în a doua etapă, se restrânge spațiul la funcții (sau secțiuni) care depind doar de jumătatea variabilelor din spațiul de fază. Rezultatul este obținerea spațiului Hilbert cuantic.

## Cuantificarea integrală a traiectoriei
O teorie mecanică clasică este definită de o acțiune. Configurațiile admise sunt cele care sunt extreme în raport cu variațiile funcționale ale acțiunii. De asemenea, o descriere mecanico-cuantică a sistemului clasic poate fi construită din acțiunea sistemului prin intermediul formulării integrale a traiectoriei.

## Alte tipuri
- Gravitație cuantică în buclă (cuantizare în buclă)
- Principiul incertitudinii (abordarea mecanicii statistice cuantice)
- Principiul acțiunii cuantice al lui Schwinger